# Julián Bautista
Julián Bautista (* 21. April 1901 in Madrid, Spanien; † 8. Juli 1961 in Buenos Aires, Argentinien) war ein argentinischer Komponist spanischer Herkunft.

## Leben
Bautista hatte ersten Klavierunterricht bei Pilar Fernández de la Mora. Ab dem vierzehnten Lebensjahr studierte er Komposition am Conservatorio Nacional de Música y Declamación de Madrid bei Conrado del Campo. Neunzehnjährig debütierte er als Komponist und erhielt 1922 und 1926 einen Nationalpreis für sein erstes bzw. zweites Streichquartett. Daneben dirigierte er das Orquesta Nacional de España, die Philharmonie und das Sinfonieorchester von Madrid.
Nach dem Vorbild der französischen Groupe des Six gründete er 1930 mit den Del-Campo-Schülern Salvador Bacarisse, Fernando Remacha, Juan José Mantecón und Gustavo Durán sowie Rosita García Ascot, Rodolfo Halffter und Gustavo Pittaluga die Grupo de los Ocho bzw. Grupo de Madrid. 1932 und 1933 erhielt Bautista erste Preise beim Concurso Internacional de Unión Radio. 1935 wurde er Professor für Harmonielehre am Conservatorio Nacional, 1937 Sprecher des vom Bildungsministerium gegründeten Consejo Central de la Música.
1938 führte die Internationale Gesellschaft für Neue Musik seine Komposition Tres Ciudades beim Musikfestival von London auf. Im gleichen Jahr gewann er den Ersten Preis beim Concurs International de Composition Musicale. 
Nach der Machtübernahme durch Francisco Franco und dem Ende der zweiten Spanischen Republik ging Bautista zuerst nach Brüssel und dann nach Buenos Aires ins Exil. Hier erhielt er 1943 und 1944 Preise der Academia de Artes y Ciencias Cinematográficas de la Argentina, deren Mitglied er 1944 wurde. Weitere Preise der Akademie erhielt er 1947, 1951 und 1954. 1957 gehörte er neben Juan José Castro und Roberto García Morillo der argentinischen Delegation beim zweiten Festival der lateinamerikanischen Musik in Caracas an. 1958 wurde er Mitglied des unter Leitung von Juan Carlos Pinasco stehenden Fondo Nacional de las Artes.
1959 wurde Bautista neben Juan José Castro, Roberto García Morillo, Roberto Kinsky und Erwin Leuchter Juror des von der Asociación Amigos de la Música ausgerichteten Kompositionswettbewerbes für Kammerorchester. Im gleichen Jahr wurde er auch Professor für Musikanalyse an der Escuela Superior de Bellas Artes de la Ciudad de La Plata. Ab 1960 vertrat er Juan José Castro als Studiendirektor des Conservatorio de Música de Puerto Rico.
Bautista komponierte sinfonische und kammermusikalische Werke, außerdem etwa vierzig Filmmusiken. Zu seinen Kompositionsschülern zählten Constante Abolsky, Rodolfo Alchourrón, Alcides Lanza, Horacio López de la Rosa,  Amor de las Nieves Martín, Carlos Pemberton, Osvaldo Pugliese, Valdo Sciammarella und Héctor Stamponi.

## Werke
| - Sonata para Piano y Violin, 1918–20 - Cuarteto para cuerdas, 1918–20 - Canciones sobre Poesias de Bécquer, 1918–20 - Dos Impresiones Sinfónicas, 1918–20 - Interior, lyrisches Drama nach Maurice Maeterlinck, 1920 - La Flute de Jade, 1921 - Dos Canciones, 1921 - Juerga y Suite de Danzas, 1921 - Colores, 1921–22 - Premier Cuarteto de Cuerdas, 1922–23 - Sonatina-Trio, 1924 - Segundo Cuarteto de Cuerdas, 1926 - Tres Preludios Japoneses, 1927 - Perludio y Danza, 1928 - Suite all'Antica, 1932 | - Obertura para una Opera Grotesca, 1932 - Estrambote, 1933 - Primera Sonata concertata a Quattro, 1933–34 - Sonata a Tres, 1934–36 - Concierto para Piano y Orquestra, 1934–36 - Don Perlimplin, 1934–36 - Tres Ciudades, 1937 - Camino de la Felicidad, 1937–38 - Seconda Sonata concertata a Quattro, 1938–39 - Fantasia Espanola, 1945 - Catro Poemas Galegos, 1946 - Sinfonía breve, 1956 - Romance del Rey Don Rodrigo, 1956 - Segunda Sinfonía "Ricordiana", 1957 - Tercer Cuarteto de Cuerdas, 1958 |